# Scottish Claymores
| Scottish Claymores                                                                     | Scottish Claymores                                                           |
| Gegründet 1995 – Aufgelöst 2004 Spielten in Schottland                                 | Gegründet 1995 – Aufgelöst 2004 Spielten in Schottland                       |
| -------------------------------------------------------------------------------------- | ---------------------------------------------------------------------------- |
| \| \| \| \| \| \|                                                                      |                                                                              |
| Teamfarben                                                                             | Marineblau, Königsblau, Silber, Weiß                                         |
| Liga                                                                                   |                                                                              |
| - World League of American Football (1995–1997) - NFL Europe (1999–2004)               |                                                                              |
| Personal                                                                               |                                                                              |
| Head Coach                                                                             | - Jim Criner (1995–2000) - Gene Dahlquist (2001–2003) - Jack Bicknell (2004) |
| Erfolge                                                                                |                                                                              |
| Meisterschaften (1) World Bowl IV (1996)                                               |                                                                              |
| Play-off-Teilnahmen (2) 1996, 2000                                                     |                                                                              |
| Stadien                                                                                |                                                                              |
| - Murrayfield Stadium, Edinburgh (1995–2000, 2002) - Hampden Park, Glasgow (1998–2004) |                                                                              |
|                                                                                        |                                                                              |
|                                                                                        |                                                                              |

Die Scottish Claymores waren ein American-Football-Team in der World League bzw. NFL Europe (NFLE). In Tabellen wurden sie mit der Kurzform Schottland bzw. Scotland geführt. Als Namen bzw. als Symbol wurde das Claymore, ein Breitschwert, gewählt.
Die Heimspiele wurden im Murrayfield-Stadion in Edinburgh (1995–2002) und im Hampden Park von Glasgow (1998–2004) ausgetragen. Der größte Erfolg war 1996 der 32:27-Sieg im World Bowl gegen Frankfurt Galaxy. Ein weiterer World Bowl wurde 2000 gegen Rhein Fire verloren.
Das Team stellte nach Ende der Saison 2004 nach insgesamt 100 Liga-Spielen mit 43 Siegen und 57 Niederlagen den Spielbetrieb ein. Die Nachfolge traten die Hamburg Sea Devils an.

## Trainer
- 1995–2000: Jim Criner (26 Siege, 34 Niederlagen)
- 2001–2003: Gene Dahlquist (15 Siege, 15 Niederlagen)
- 2004: Jack Bicknell (2 Siege, 8 Niederlagen)

## Spielzeiten
| Saison | Liga  | Regular season | Regular season | Regular season | Regular season | Regular season | Postseason                        |
| Saison | Liga  | Won            | Lost           | Ties           | SQ %           | Finish         | Postseason                        |
| ------ | ----- | -------------- | -------------- | -------------- | -------------- | -------------- | --------------------------------- |
| 1995   | WLAF  | 2              | 8              | 0              | .200           | 6.             | —                                 |
| 1996   | WLAF  | 7              | 3              | 0              | .700           | 1.             | Sieg gegen Frankfurt Galaxy 32:37 |
| 1997   | WLAF  | 5              | 5              | 0              | .500           | 3.             | —                                 |
| 1998   | NFLE  | 2              | 8              | 0              | .200           | 6.             | —                                 |
| 1999   | NFLE  | 4              | 6              | 0              | .400           | 5.             | —                                 |
| 2000   | NFLE  | 6              | 4              | 0              | .600           | 2.             | Niederlage gegen Rhein Fire 10:13 |
| 2001   | NFLE  | 4              | 6              | 0              | .400           | 4.             | —                                 |
| 2002   | NFLE  | 5              | 5              | 0              | .500           | 4.             | —                                 |
| 2003   | NFLE  | 6              | 4              | 0              | .600           | 3.             | —                                 |
| 2004   | NFLE  | 2              | 8              | 0              | .200           | 6.             | —                                 |
| Summe  | Summe | 68             | 62             | 0              | .523           |                |                                   |